# 那須塩原市立塩原小中学校
那須塩原市立塩原小中学校（なすしおばらしりつ しおばらしょうちゅうがっこう）は、栃木県那須塩原市中塩原にある公立の義務教育学校。

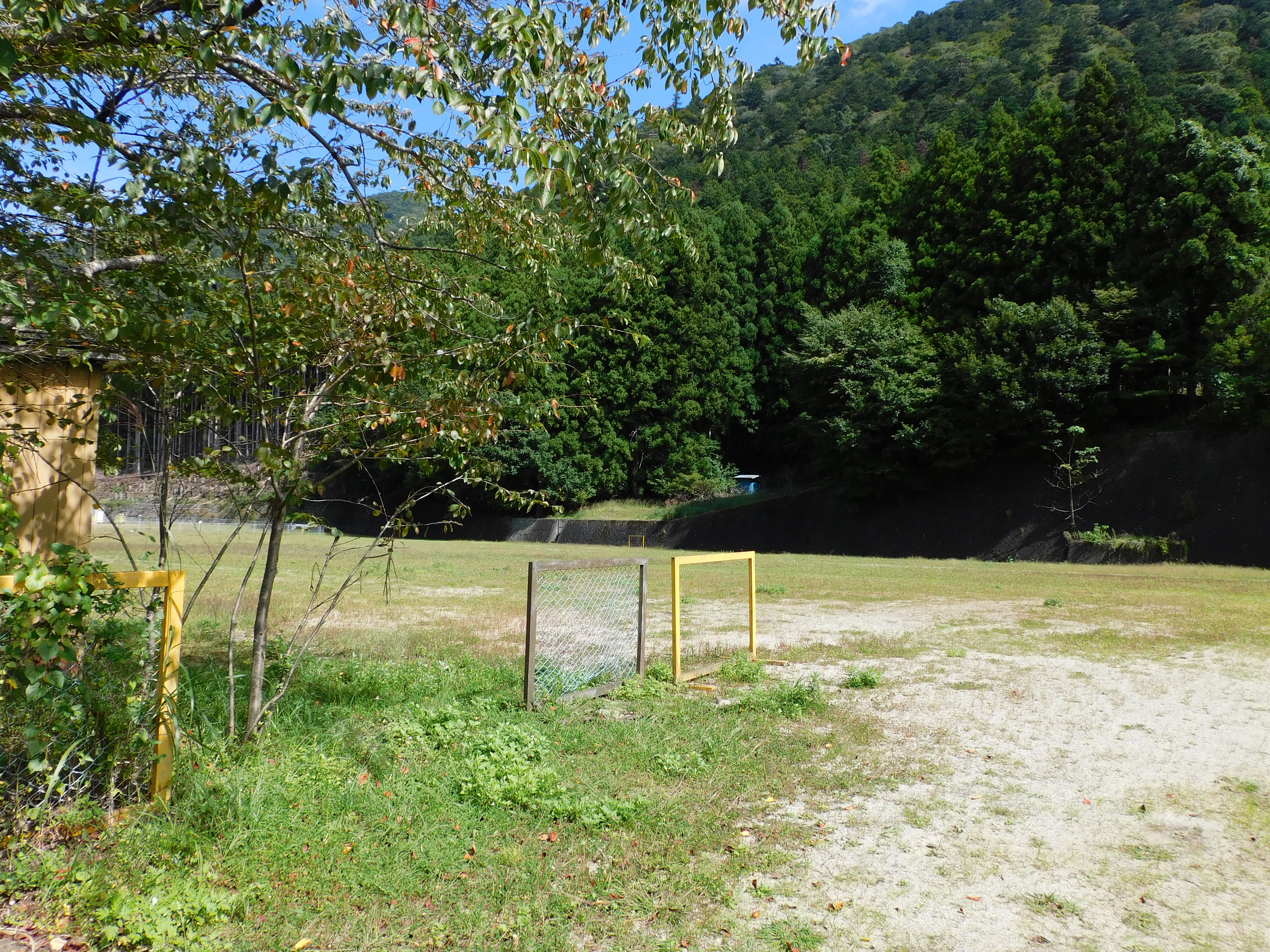
塩原小学校跡地

## 沿革
上塩原小学校・塩原小学校（初代）
塩原小学校（2代目）
- 2005年
  - 4月1日 - 塩原小学校（初代）と上塩原小学校の統合により、塩原小学校（2代目）として開校。
  - 11月 - 新校歌・校章制定。
- 2012年4月1日 - 小規模特認校に指定[1]。
- 2014年4月1日 - 校舎一体型小中一貫教育を開始。
- 2017年3月31日 - 閉校[2]。

塩原中学校
- 1947年4月1日 - 学制改革により、塩原小の一部を仮校舎に塩谷郡塩原町立塩原中学校として開校。
- 1976年4月 - 塩谷教育事務所より那須教育事務所へ管轄変更。
- 1982年 - 郡界変更により那須郡塩原町立塩原中学校となる。
- 2005年1月1日 - 市町村合併により那須塩原市立塩原中学校となる。
- 2012年4月1日 - 小規模特認校に指定[1]。
- 2014年4月1日 - 校舎一体型小中一貫教育を開始。
- 2017年3月31日 - 閉校[2]。

塩原小中学校
- 2012年 - 市教育委員会より小中一貫教育研究指定を受ける（2年間）。
- 2013年 - 塩原中学校敷地内に新管理教室棟を新築（3,277平方メートル）[3]。特別教室棟・給食室・体育館改修。
- 2014年4月1日 - 県内初の校舎一体型小中一貫校として、塩原中学校敷地に塩原小中学校（通称）が開校。
- 2017年
  - 4月1日 - 県内初[注釈 1]の義務教育学校として塩原小中学校が設置[2][4]。
  - 4月10日 - 開校式挙行[4][5]。

## 教育の特色
4・3・2制を採用し、1 - 4年生をI期、5 - 7年生をII期、8 - 9年生をIII期と定める一方、小学校に相当する1 - 6年生を前期課程、中学校に相当する7 - 9年生を後期課程と呼ぶ。後期課程の生徒は制服を着用する。
- 校訓「共に生きる」
- 教育目標「自分を磨き 人に優しい児童生徒の育成」

### 部活動・クラブ活動
児童生徒数、児童生徒や保護者の希望、教師の得意分野等を勘案して毎年決定される。
前期課程部活動（3年生以上、2020年度）
- 常設部 - 剣道部、スポーツ部
- 特設部 - 陸上競技部、駅伝競走部、音楽部、スキー部

前期課程クラブ活動（4年生以上、2019年度）
- スポーツクラブ、パソコンクラブ、ハンドメイキングクラブ、自然科学クラブ

後期課程部活動（2020年度）
- 常設部 - 野球部、女子バレー部、剣道部、卓球部
- 特設部 - 陸上競技部、駅伝競走部、合唱部、音楽部、スキー部

## 通学区域
那須塩原市のうち
- 塩原
- 中塩原
- 上塩原
- 湯本塩原

### 交通
前期課程の児童は徒歩またはスクールバス、後期課程の生徒は自転車で通学するのが基本である。
- JR東北本線（宇都宮線）西那須野駅より約26.5km
- 那須塩原市営バス（ゆーバス）塩原・上三依線 木の葉化石園入口バス停より約600m